# Чудовище города
«Чудовище города» (англ. The Beast of the City) — американский криминальный фильм режиссёра Чарльза Бребина, который вышел на экраны в 1932 году.
Фильм рассказывает о честном и принципиальном капитане полиции одного из крупных городов (Уолтер Хьюстон), который, рискуя собственной жизнью, ведёт упорную борьбу с коррупцией и захватившими город криминальными структурами.
Фильм был сделан в рамках сотрудничества студии Metro-Goldwyn-Mayer с федеральными органами власти с целью сформировать у общественности позитивный образ представителя сил правопорядка.

## Сюжет
В центре оперативного управления полиции одного из крупных американских городов идёт повседневная работа — офицеры отвечают на звонки граждан и принимают решения по их обращениям. Среди прочих поступает сообщение об убийстве четырёх известных гангстеров, на которое немедленно выезжает оперативная группа во главе с капитаном полиции Джимом «Фитцем» Фитцпатриком (Уолтер Хьюстон). По почерку совершённого преступления Фитц догадывается, что это дело рук банды одного из криминальных хозяев города Сэма Балмони (Джин Хершолт), и немедленно выезжает в принадлежащий ему ночной клуб, а затем на склад, где арестовывает его. В газетах пишут, что шефу полиции надо прекратить болтать и заниматься политиканством и пора серьёзно взяться за дело, так как преступность в городе постоянно растёт. Однако, несмотря на очевидную причастность Сэма к преступлению, его адвокату Майклзу (Талли Маршалл ) ввиду отсутствия прямых улик удаётся добиться через суд немедленного освобождения как Сэма, так и его ближайшего подручного Пиетро Чоло (Дж. Кэррол Нэш). Фитц живёт вместе с любящей женой Мэри (Дороти Петерсон), тремя детьми и неженатым младшим братом Эдом (Уоллес Форд), который служит детективом полиции нравов. За завтраком братья читают газеты, где действия Фитца называют опрометчивыми и вспыльчивыми. Эд замечает, что у Сэма в городе всё схвачено, Фитц в свою очередь просит брата помочь ему со сбором улик против гангстеров по своей линии. На работе Фитц вступает в конфликт с шефом полиции Бёртоном (Эмметт Корриган), выступая за более решительные методы борьбы с организованной преступностью, в результате Бёртон переводит его на работу начальником отделения в один из самых тихих районов города. Тем временем Эд решает допросить Дэйзи Стивенс (Джин Харлоу), девушку из близкого окружения Сэма, которая называет себя безработной стенографисткой, однако у полиции есть сведения о её связях с мафией в Сент-Луисе. При первой же встрече с Эдом на улице Дэйзи понимает, что он детектив и сразу же приглашает к себе домой. На вопросы Эда она заявляет, что ей ничего не известно о делах Сэма и его ребят. При этом в течение вечера она угощает Эда пивом, и когда тот напивается, соблазняет его. Тем временем в отделение к Фитцу приезжают его старые коллеги и товарищи, детективы Мак (Сэнди Рот) и Том (Уорнер Ричмонд). Неожиданно поступает сообщение о вооружённом ограблении банка, и Фитц с товарищами срочно выезжает на место преступления, успевая заметить скрывающихся преступников. Начинается погоня на автомобилях со стрельбой, в ходе которой бандитов задерживают, а Фитц получает ранение в руку. После того, как это событие получает широкое освещение в прессе, где Фитца восхваляют как героя, мэр город принимает решение уволить шефа полиции Бёртона и назначить на его должность Фитца. Вступив в должность, Фитц выступает перед личным составом, заявляя, что собирается очистить город от преступности, в том числе очистить ряды полиции от коррупционеров, и рассчитывает на полное понимание и сотрудничество со стороны подчинённых. В кратчайшие сроки Фитц с помощью своих ближайших помощников Мака и Тома осуществляет серию рейдов по нелегальным барам, безжалостно закрывая их и не церемонясь нарушителями закона. Вскоре к Фитцу обращается Эд с просьбой повысить его до лейтенанта, однако тот отказывает на том основании, что не допустит блата в своём ведомстве и требует от младшего брата, чтобы тот добился повышения делами. Разочарованный Эд направляется в ресторан Сэма для встречи с Дэйзи, с которой у него начался роман. Вскоре в ресторане появляется Сэм, и Дэйзи знакомит его с Эдом. В ходе разговора Сэм и Дэйзи просят Эда помочь с доставкой в город нелегального товара из Калифорнии, и он соглашается. На следующий день Фитц поручает Эду ответственное задание по обеспечению перевозки крупной партии денег, что позволит младшему брату продвинуться по службе. Мак и Том предлагают Фитцу на всякий случай тайно проследить за выполнением этого задания и подстраховать Эда, на что Фитц соглашается. Вечером на очередной гулянке напившийся Эд рассказывает Дэйзи о своём задании. Девушка тут же сообщает об этом Чоло, рассчитывая получить свою долю. Чоло берётся провернуть это дело без Сэма, поручая Дэйзи уговорить Эда пойти с ним на сотрудничество. Легко убедив влюблённого Эда, что им срочно нужны деньги, Дэйзи предлагает ему принять участие в ограблении, после чего вместе с деньгами бежать в Париж, и пьяный Эд соглашается.
Во время погрузки мешков с деньгами в инкассаторскую машину двое бандитов приближаются к ней, и при содействии Эда захватывают её и угоняют, ударив для отвода глаз Эда по голове. Мак и Том, которые из засады следят за происходящим, бросаются вслед за грабителями. Во время погони грузовик с преступниками сбивает насмерть мальчика на перекрёстке, после чего начинается перестрелка. Когда их грузовик попадает в аварию, бандиты пытаются убежать по улице, раня преследующего их Мака в живот, и он умирает на руках у Тома. Бандитов ловят и доставляют в участок, ими оказываются известные полиции братья Горман. Фитц заставляет более слабого из братьев слушать звуки жестокого избиения своего брата в соседней комнате. На самом деле детективы лишь имитируют эти звуки, однако младший брат настолько их пугается, что быстро сознаётся в преступлении, шокируя Фитца заявлением, что одним из его организаторов был Эд. Фитц арестовывает родного брата и передаёт его дело в суд. Братьев Горман и Эда судят за ограбление и убийство, однако адвокату Майклзу удаётся запугать свидетелей, которые начинают отказываться от своих показаний, после чего Майклз заявляет, что Гормоны дали признательные показания под давлением, чтобы избежать избиений полицией. Присяжные выносят вердикт о невиновности обвиняемых, после чего судья называет такой вердикт худшим ударом по правосудию и заявляет, что никогда в жизни не видел таких трусливых присяжных. Тем не менее он вынужден отпустить подозреваемых. Тем же вечером к подавленному Фитцу приходит Эд, которого мучает совесть за его поступок. Он просит брата простить его и готов рассказать всю правду средствам массовой информации. Однако Фитц не верит в это, предлагая другой план. Он поручает Эду ровно в 3:30 явиться в ресторан, где Сэм и его банда празднует победу в суде, и спровоцировать Сэма на конфликт, после чего появится Фитц со своими людьми. После ухода Эда, Фитц звонит Тому, и они быстро собирают группу наиболее подготовленных и вооружённых полицейских в составе 12 человек. Перед уходом из дома Фитц оставляет для детей страховки о выплате им ежегодной сумму в случае его гибели. Затем он предупреждает своих людей о смертельной опасности операции, однако все готовы идти за своим шефом до конца. Во время шумного празднования бандитов Эд входит в зал, подходит к Сэму и бьёт его, открыто провоцируя конфликт. Вслед за ним в зале появляется Фитц со своими людьми и просит удалиться из зала всех, кто не входит в банду Сэма. Вооружённые группы полицейских и гангстеров становятся друг напротив друга. Когда Чоло убивает Эда, начинается беспорядочная стрельба, в ходе которой убивают Дэйзи, Сэма и Чоло, а также многих других бандитов. При этом гибнут и многие полицейские, в том числе Том и Фитц, который, умирая, дотягивается до руки своего застреленного брата и сжимает её.

## В ролях
- Уолтер Хьюстон — капитан Джим «Фитц» Фитцпатрик
- Джин Харлоу — Дэйзи Стивенс / Милдред Бомонт
- Уоллес Форд — детектив Эд Фитцпатрик
- Джин Хершолт — Сэмюэл «Сэм» Белмони
- Дороти Петерсон — Мэри Фитцпатрик
- Талли Маршалл — адвокат Майклз
- Джон Мильян — окружной прокурор
- Эмметт Корриган — шеф полиции «Бёрт» Бёртон
- Уорнер Ричмонд — лейтенант полиции Том
- Дж. Кэррол Нэш — Пиетро Чоло
- Джордж Чандлер — репортёр

## История создания фильма
По информации «Голливуд Репортер», фильм был сделан как результат договорённости между главой студии Metro-Goldwyn-Mayer Луисом Б. Майером и Президентом США Гербертом Гувером о том, что киностудия должна внести свой вклад в воспитание у общественности большего уважения к представителям сил правопорядка. Изначально фильм включал следующий письменный пролог Президента Гувера: «Вместо воспевания трусливых гангстеров нам нужно прославлять полицейских, которые выполняют свой долг и отдают свои жизни защите общества. Если  полиция получит неусыпную, всеобщую поддержку общественного мнения на местах, если она получит неуклонную поддержку со стороны прокуратуры и судов — я убеждён, что наша полиция искоренит вышедшую за рамки преступность, которая опозорила наши великие города».
По словам киноведа Фрэнка Миллера, студия Metro-Goldwyn-Mayer делала фильм как собственную «идеальную гангстерскую сагу. Входя в этот жанр, она взяла всё самое лучшее, наняв для написания сценария У. Р. Бёрнетта, по роману которого был поставлен гангстерский хит Warner Bros 1931 года „Маленький Цезарь“. Взяв за основу истории о чикагской мафии и сюжетное развитие из собственного романа-вестерна „Сент-Джонсон“ (1930), Бёрнетт сосредоточил внимание не столько на гангстерах, сколько на честном копе, который пытается взять гангстера, напоминающего Аль Капоне».
На главные роли в фильме были приглашены одна из звёзд студии Уолтер Хьюстон и молодая актриса Джин Харлоу. Как пишет Миллер, «этот фильм положил начало многолетней контрактной работе Харлоу на MGM». Первый успех пришёл к Харлоу ещё в 1930 году, когда «эксцентричный магнат» Говард Хьюз подписал её на главную роль в своей авиационной драме «Ангелы ада». После этого она сыграла несколько невыразительных ролей плохих девушек, и даже снялась в «классическом криминальном фильме „Враг общества“ (1931), однако эта роль не дала ей возможности показать свой диапазон». Когда MGM решила внедриться в набиравший популярность гангстерский жанр, студия предложила Харлоу роль подружки гангстера в этом фильме, однако первоначально она не проявила интереса. Лишь после того, как ассистент главы студии пообещал ей, что эта работа на MGM приведёт её к более интересным ролям, если она покажет себя боссам студии как хороший командный игрок, Харлоу согласилась сыграть в этом фильме. По словам Миллера, в работе над ролью «большую помощь ей оказал режиссёр Чарльз Бребин, который знал, как добиться максимума от разочарованных секс-символов». В своё время Бребин поставил два последних немых фильма экранной сирены Теды Бары в то время, когда она пыталась уйти от своего имиджа женщины-вамп. Как отметил Миллер, «Бребин стал первым режиссёром, который занялся развитием актёрского мастерства Харлоу, и это заметно на экране. Впервые критики обратили внимание на актрису не только из-за её внешности». Глава MGM Луис Б. Майер также обратил на неё внимание и выкупил контракт Марлоу у Хьюза за 60 тысяч долларов, после чего началось восхождение актрисы на самый верх.
Фильм делался под рабочим названием «Городские стражи». Для съёмок картины Metro-Goldwyn-Mayer взяла напрокат 250 комплектов полицейской униформы, заплатив за них 1000 долларов.
Однако, по словам Миллера, даже несмотря на торжество закона и порядка, «Чудовище города» было «чем-то чрезмерным для студии MGM, которая специализировалась на картинах для семейного просмотра. Шокированный степенью насилия в фильме, Майер дал указание поставить его в прокат как менее значимый фильм на сдвоенных сеансах». Киновед Деннис Шварц также отметил, что «руководители студии не были удовлетворены этим весьма достойным криминальным триллером и отправили его умирать в прокате, на протяжении многих лет сдерживая его дистрибуцию, а затем показывая его только во второсортных кинотеатрах».

## Оценка фильма критикой
После выхода фильма на экраны кинообозреватель «Нью-Йорк Таймс» Мордант Холл дал ему высокую оценку, назвав «достойной, хотя и не особенно драматичной картиной», которая «благодаря умной постановке и отличной актёрской игре» прочно удерживает зрительcкое внимание. По мнению критика, режиссёр Чарльз Бребин наделил описательный сценарий У. Р. Бёрнетта «живостью и реализмом, где разнообразные персонажи исключительно правдивы». Критик особенно выделил игру Джина Хершолта, который создаёт умный образ криминального главы города, а также Уоллеса Форда в роли брата главного героя. Холл также отметил «первую из платиновых блондинок Джин Харлоу, которая определённо полезна фильму», а также хорошую игру Талли Маршалла и Уорнера Ричмонда.
Современный киновед Сандра Бреннан назвала картину «жестоким, нелицеприятным фильмом нуар», где «Джин Харлоу играет блондинку гангстера с печальной судьбой». Деннис Шварц написал, что «английский режиссёр Чарльз Бребин делает этот доцензурный криминальный триллер сексуальным, быстрым и насыщенным экшном». По его мнению, создавая эту картину, «MGM скопировала стиль гангстерских фильмов студии Warner Bros, поместив его в Чикаго. Критик считает, что для фильма нуар он «чрезмерно мелодраматичен и переполнен трупами, а также отличается излишней нравоучительностью в плане ответственности граждан». При этом он «очень живой на всём протяжении, а Хьюстон и Харлоу наполняют его возбуждающей энергией». Однако «главное в этом фильме нуар», по мнению Шварца, «заключается в том, что хотя Джим является любящим семьянином и хорошим копом, его маниакальная приверженность моральной праведности в конце концов оказывается настолько же разрушительной и самоубийственной, как порочность, алчность и жажда власти преступников».